# Gaël Bigirimana
Gaël Bigirimana (Buyumbura, 22 de octubre de 1993) es un futbolista burundés que juega como centrocampista en el Dungannon Swifts F. C. de la NIFL Premiership.
Nacido en Burundi, se trasladó al Reino Unido con su familia como refugiado en 2004 y eligió representar a Inglaterra en la categoría sub-20 en 2013, para luego representar a su país de nacimiento en 2015. Jugó en la Copa Africana de Naciones de 2019.

## Trayectoria

### Coventry City
Bigirimana nació en Buyumbura, Burundi, pero se mudó al Reino Unido con su familia como un refugiado en 2004, después de haber pasado algún tiempo viviendo en Uganda. Comenzó jugando para las divisiones inferiores del FC Coventry City.
Tras graduarse de las categorías inferiores, firmó su primer contrato profesional con el club en el verano de 2011. Hizo su debut profesional el 8 de agosto de 2011 en una derrota de 1-0 contra su clásico rival, el Leicester City en un partido de la Football League Championship, jugando los 90 minutos.
El 12 de marzo de 2012 ganó el premio como aprendiz del año de la Football League Championship.

### Newcastle United
El 6 de julio de 2012 firmó por el Newcastle United equipo de la Premier League.El United confirmó que Bigirimana había firmado un contrato de cinco años por una suma, que se cree que fue entre 500 000 £ y 1 000 000 £. Su debut oficial fue el 23 de agosto de 2012, en el empate 1-1 del Newcastle United contra el Atromitos, partido correspondiente a la UEFA Europa League por la Cuarta Ronda de clasificación, antes de hacer su debut en casa en la Premier League el 2 de septiembre de 2012 en un empate 1-1 contra el Aston Villa como sustituto del lesionado Danny Simpson. Marcó su primer gol como profesional el 3 de diciembre, con un tanto, completando una victoria por 3-0 en casa ante el Wigan Athletic, convirtiéndose en el primer jugador de Burundi en marcar en la Premier League.
El 2 de febrero de 2015 firmó con el club Rangers para el Campeonato de Escocia en calidad de préstamo hasta el final de la temporada 2014-15. Nunca llegó a jugar para el club debido a una condición médica no revelada, lo que llevó al entonces entrenador de los Rangers, Stuart McCall, a sugerir que el club nunca debería haberlo fichado en primer lugar.

## Selección nacional
En abril de 2012 anunció que le gustaría jugar para Ruanda en el plano internacional. Más tarde fue considerado por Ruanda para la etapa de clasificación al campeonato juvenil africano en 2013. En octubre declaró que había rechazado una convocatoria internacional de Burundi debido a la inestabilidad política en el país.
En mayo de 2013 fue llamado a la selección inglesa provisional para la Copa Mundial Sub-20 2013 de la FIFA. El 28 de mayo de 2013, fue nombrado en la lista definitiva por el mánager Peter Taylor. Hizo su debut el 16 de junio, en la victoria por 3-0 en un partido de preparación contra el equipo nacional de Uruguay sub-20.

## Clubes
| Club                            | País              | Año       |
| ------------------------------- | ----------------- | --------- |
| Coventry City F. C.             | Inglaterra        | 2011-2012 |
| Newcastle United F. C.          | Inglaterra        | 2012-2016 |
| Rangers F. C. (cedido)          | Escocia           | 2015      |
| Coventry City F. C. (cedido)    | Inglaterra        | 2015-2016 |
| Coventry City F. C.             | Inglaterra        | 2016-2017 |
| Motherwell F. C.                | Escocia           | 2017-2019 |
| Hibernian F. C.                 | Escocia           | 2019      |
| Solihull Moors F. C.            | Inglaterra        | 2019-2020 |
| Glentoran F. C.                 | Irlanda del Norte | 2020-2022 |
| Young Africans S. C.            | Tanzania          | 2022-2024 |
| Dungannon Swifts F. C. (cedido) | Irlanda del Norte | 2023-2024 |
| Dungannon Swifts F. C.          | Irlanda del Norte | 2024-     |

## Palmarés

### Títulos nacionales
| Título                    | Club                   | País              | Año  |
| ------------------------- | ---------------------- | ----------------- | ---- |
| Copa de Irlanda del Norte | Dungannon Swifts F. C. | Irlanda del Norte | 2025 |

## Vida personal
Bigirimana nació en Buyumbura, hijo de un padre burundés y una madre ruandesa. Se casó durante el verano de 2016 con la ex Miss Coventry y graduada en derecho, Natalia Leigh. Su primera hija nació el 1 de abril de 2017, 24 horas antes de la final del EFL Trophy, la cual ganó Coventry y en la que Bigirimana anotó un gol.